# Severomakedonské letectvo
Letecká brigáda republiky Severní Makedonie (makedonsky Воздухопловна Бригада на Република Северна Македонија) je letecká složka ozbrojených sil Severní Makedonie. 

## Přehled letecké techniky

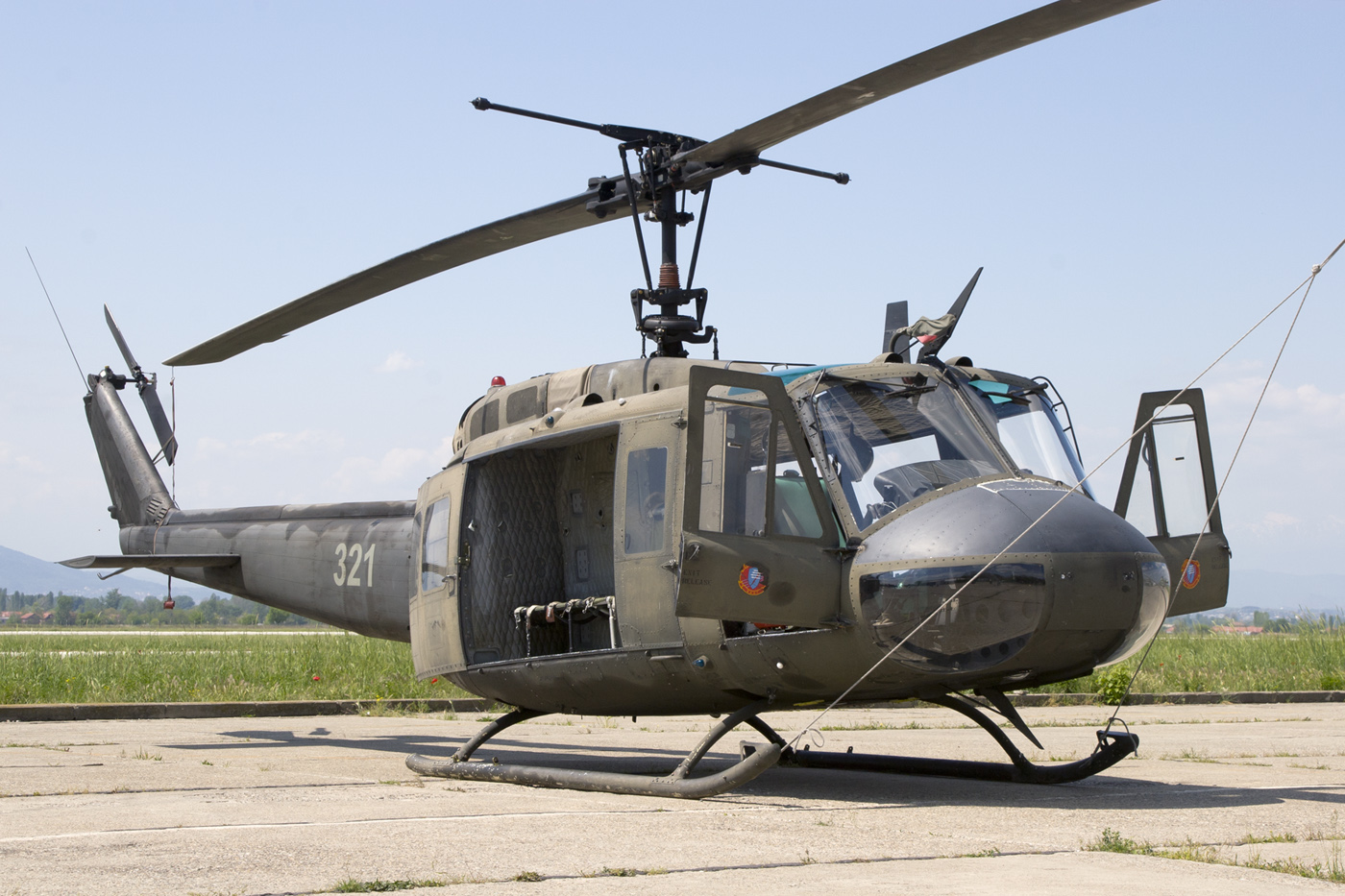
Jeden ze dvou dříve používaných strojů Bell UH-1H, darovaných Řeckem.

Tabulka obsahuje přehled letecké techniky armády Severní Makedonie podle Flightglobal.com.
| Název                          | Fotografie                     | Původ                          | Určení                                | Verze                          | V aktivní službě               | Poznámky                       |
| Bojové a transportní vrtulníky | Bojové a transportní vrtulníky | Bojové a transportní vrtulníky | Bojové a transportní vrtulníky        | Bojové a transportní vrtulníky | Bojové a transportní vrtulníky | Bojové a transportní vrtulníky |
| ------------------------------ | ------------------------------ | ------------------------------ | ------------------------------------- | ------------------------------ | ------------------------------ | ------------------------------ |
| Mil Mi-8/Mi-17                 |                                | Sovětský svaz                  | střední užitkový/transportní vrtulník |                                | 6                              |                                |
| Mil Mi-24                      |                                | Sovětský svaz                  | bitevní vrtulník                      |                                | 4                              |                                |
| Cvičná letadla                 |                                |                                |                                       |                                |                                |                                |
| Bell 206                       |                                | Spojené státy americké         | cvičný vrtulník                       |                                | 4                              |                                |
| Zlín Z-43                      |                                | Československo                 | vrtulový cvičný letoun                | Zlín Z-143                     | 1                              |                                |
| Zlín Z-42                      |                                | Česko                          | vrtulový cvičný letoun                | Zlín Z-242                     | 5                              |                                |